# Кралици на престъпността
„Кралици на престъпността“ (на английски: The Kitchen) е американски криминален филм от 2019 г., написан и режисиран от Андреа Берлоф в режисьорския си дебют. Той е базиран на едноименната поредица от ограничена поредица комикси на „Ди Си Комикс“ и „Вертиго Комикс“, създаден от Оли Мастърс и Минг Дойл. Във филма участват Мелиса Маккарти, Тифани Хадиш, Елизабет Мос, Донал Глийсън, Джеймс Бадж Дейл, Браян д'Арси Джеймс, Марго Мартиндейл, Kомън и Бил Камп.
Филмът е продуциран от „Ню Лайн Синема“, „Брон Криейтив“ и „Майкъл де Лука Продъкшънс“, филмът излиза по кината в Съединените щати на 9 август 2019 г. от „Уорнър Брос Пикчърс“.

## В България
В България филмът ще се излъчи премиерно на 12 септември 2022 г. по „Би Ти Ви Синема“.